# Ульяновская улица (Самара)
Улья́новская у́лица — пролегает в Ленинском районе города Самары, считается границей исторического центра города. Название получила в честь города Симбирска и сменила его вслед за ним в 1924 году, когда тот стал Ульяновском До 1860 года носила название Садовая.
Начинается от реки Волги Ульяновским спуском в районе Жигулёвского пивзавода. Пересекается с Волжским проспектом, улицами: Рабочий городок, Чапаевской, Молодогвардейской, Галактионовской, Самарской, Садовой, Ленинской, Братьев Коростелёвых, Арцыбушевской, Буянова, Никитинской. Заканчивается перекрёстком с улицей Агибалова в районе Губернского рынка.

## Здания и сооружения
- пристань на Ульяновском спуске
- плавучий ресторан (дебаркадер)
- Жигулёвский пивоваренный завод
- пивбар «На Дне»
- Отделение ЦБ РФ
- Самарский государственный архитектурно-строительный университет (занимает квартал в границах Молодогвардейской, Ульяновской и Чапаевской улиц)
- № 23 — двухэтажное угловое здание с эркером и шпилем, памятник архитектуры, бывшая Вторая женская гимназия (также имеет адрес по ул. Галактионовской дом 169)[5]
- гостиница «Европа» (Галактионовская улица, № 171) — бывший дом помещицы Елизаветы Кошелевой
- торговый центр «Вавилон» (бывший корпус Куйбышевского авиационного института)
- Офисный бизнес-центр «Галактика» (угол Ульяновской, Ярмарочной и Арцыбушевской улиц)

Утраченные здания
- «Торговые бани» Е. Н. Кошелевой на пересечении нынешних Ульяновской и Самарской улиц[6].
- бывший памятник архитектуры на пересечении ул. Самарская / ул. Ульяновская, 172/29[7], в 2011 году по инициативе Минимущества здание было лишено статуса памятника[8].

## Почтовые индексы
- дом № 2 — 443071
- чётные 8-60, нечётные 19-77 — 443001
- нечётные 13-17 — 443010
- чётные 62-68, нечётные 79-101 — 443030[9][10]

## Транспорт
Пристань на Ульяновском спуске работает в основном для паромов и маломерных судов, перевозящих пассажиров через Волгу (в село Рождествено). Зимой речное сообщение (по льду) обеспечивает судно на воздушной подушке.
Маршруты общественного наземного транспорта не пролегают по Ульяновской улице на постоянной основе, но 4 и 20 троллейбусы высаживают пассажиров на остановке《Губернский рынок》, затем едут далее по Ульяновской и поворачивают на улицу Буянова в депо, её также используют только в случае ремонтных работ на соседних улицах. Трамвайные пути пересекают ул. Ульяновскую по Галактионовской и по Арцыбушевской улицам.
Остановки общественного транспорта «Ульяновская улица» есть на ул. Самарской (для автобусов и маршрутных такси), на ул. Арцыбушевской (для трамваев и автобусов).